# 佐佐木定綱
佐佐木 定綱（ささき さだつな、1986年 - ）は、日本の歌人、文芸評論家、エッセイスト。

## 概要
1986年に東京都世田谷区で、歌人で早稲田大学政治経済学部助教授（当時）の佐佐木幸綱の次男として生まれる。成城大学大学院文学研究科国文学専攻修士課程修了。書店員として働いていた2017年に「魚は机を濡らす」で第62回角川短歌賞を受賞。現在、非正規雇用として働きながら、様々な文芸雑誌や新聞にエッセイや書評を寄稿している。またNHKや朝日新聞などのメディアでの萩原慎一郎『歌集 滑走路』についての評論や研究でも知られている。 2019年11月に『歌集 月を食う』を出版し、第64回現代歌人協会賞を受賞した。2022年度NHK短歌選者（第4週担当）。

## 著書・メディア

### 歌集
- 『歌集 月を食う』角川書店 2019年11月1日 ISBN：9784048842884

### メディア
- 朝日新聞書評欄 売れている本『絶望の中でも前を向く勇気　萩原慎一郎「歌集 滑走路」』執筆
- カドブン 『32歳で命を絶った「非正規歌人」の歌集『滑走路』に込められた思いとは――。【特別座談会】』対談
- NHK クローズアップ現代+ 2018年10月16日放送 『いじめ 非正規 恋…　歌に託した人生 ～ある歌集・異例のヒット～』出演